# Alfred Sageder
Alfred Sageder, avstrijski veslač, * 29. september 1933, Gramastetten, † marec 2017.
Sageder je za Avstrijo nastopil na Poletnih olimpijskih igrah 1956, 1960 in 1964.  
Leta 1956 je v dvojcu brez krmarja v paru z Josefom Kloimsteinom osvojil bronasto medaljo. Na teh igrah je veslal tudi v dvojcu s krmarjem, ki je bil izločen v polfinalu. 
Štiri leta kasneje je na igrah v Melbourneu s Kloimsteinom ponovno veslal v dvojcu brez krmarja. Takrat sta osvojila srebrno medaljo.
Na igrah leta 1964 je nastopil v dvojcu s krmarjem, ki je osvojil osmo mesto. 